# Нововознесенка (Запорожская область)
Нововознесенка (укр. Нововознесенка) — село,
Веселовский сельский совет,
Запорожский район,
Запорожская область,
Украина.
Код КОАТУУ — 2322181303. Население по переписи 2001 года составляло 41 человек.

## Географическое положение
Село Нововознесенка находится на расстоянии в 1,5 км от села Новоднепровка и в 2,5 км от села Яворницкое.
По селу протекает пересыхающий ручей с запрудой.
Рядом проходит автомобильная дорога Т-0809.

## История
- 1928 год — дата основания.